# サンプラザ (スーパーマーケット・高知県)
株式会社サンプラザは、高知県を営業基盤とするスーパーマーケット運営企業である。
CGCグループに加盟している。スーパーマーケットの他、ホームセンターを展開している。
なお、大阪府に同業・同名の企業（オール日本スーパーマーケット協会（AJS）会員）があるが、別の企業である。

## 沿革
- 1962年（昭和37年）2月 - 株式会社土佐スーパーマーケット設立[2]、中町店開店[2]。
- 1984年（昭和59年）8月 - 「株式会社サンプラザ」に商号変更[3]。
- 1985年（昭和60年） - 移動スーパー事業を開始[4][5]。
  - 4月 - 上町店にPOSシステムを導入[6]。
  - 10月 - ホームセンター事業に参入[7]。
  - 2003年（平成15年）業務用食品スーパー事業に参入。

## 店舗
- スーパーマーケット - 6店
- 業務用スーパー - 5店
- ホームセンター - 2店
- レストラン・喫茶 - 2店
- コンビニエンスストア（ファミリーマート）- 10店

### 過去に存在した店舗
- サンプラザ上町店 - 高知市上町5-3-3[3]、1984年9月14日開店[2]-2021年1月10日閉店[8][9]。
- サンプラザ桟橋店 - 高知市桟橋通1-12-15[2]、1982年7月23日開店[2]-2019年4月30日閉店[10]。
- サンプラザ薊野店 - 高知市薊野1584-76[2]。
- サンプラザ高知南店 - 高知市河ノ瀬町149-24[2]。
- サンプラザ神田店 - 高知市神田1130-1[2]、1981年12月10日開店[2]。
- サンプラザ土佐東町店 - 土佐市高岡町丙8-1[2]、1964年6月10日開店[2]。
- サンプラザ船岡店→産直市場ふなおか屋 - 高知市朝倉甲273[2]、1986年9月13日開店[2]-2017年12月31日閉店[11]。
- サンプラザベル店 - 高知市朝倉乙152-1[2]、1990年3月24日開店[2]。